# 赫利博羅布內 (扎波羅熱州)
47°31′22″N 36°35′18″E / 47.52278°N 36.58833°E
赫利博羅布內（烏克蘭語：Хліборобне）是位於烏克蘭東南部的村莊，由扎波羅熱州波洛希區的費多里夫卡市鎮負責管轄。該村始建於1921年，面積1.12平方公里，海拔高度141米，2001年人口172，人口密度每平方公里154人。